# Teorama
Teorama es un municipio colombiano ubicado en el departamento de Norte de Santander. Su población asciende a 18 731 habitantes. Dista 238 km de Cúcuta, capital del departamento. La cabecera municipal se encuentra a una altitud media de 1.158 m s. n. m., y la temperatura promedio es de 21.4 °C.

## Toponimia
Sobre el origen del topónimo «Teorama» existen dos versiones: La primera afirma que se debe a los nativos que habitaron ese territorio, cuyo cacique se llamaba Tiurama. Según otra versión, el presbítero Alejandrino Pérez le puso ese nombre a la población ajustando el nombre indígena de Teoramay al griego Theos, «Dios», y rama, «Campo», para significar «Campo de Dios» o «Paisaje de Dios».

## Historia
En 1745 llegaron los primeros colonos a la región, provenientes de Ocaña, pero, debido a la hostilidad de los nativos, solo hasta 1779 se pudieron establecer las primeras zonas de cultivo. En 1800 se le otorgaron los terrenos a don Antonio José del Portillo, quien cultivó cacao y caña de azúcar, y murió poco después. Se tienen noticias de que el pueblo empieza a tener vida jurídica civil como aldea en 1812, cuando el obispo de Santa Marta, Miguel Redondo, otorgó a la población y a sus veredas el título de parroquia. El 15 de mayo de 1817 se nombra al primer alcalde de la población, don Manuel María Portillo, hermano de don Antonio José. Esa fecha se considera tradicionalmente como fecha de la fundación del municipio.

## Geografía
La cabecera municipal se encuentra ubicada a 73° 17’ 24” al oeste del meridiano de Greenwich (longitud) y a 8° 26’ 18” al norte del paralelo ecuatorial (latitud), a una distancia de 274 km de Cúcuta, capital del departamento. El municipio de Teorama está localizado en la subregión occidental del departamento del Norte de Santander. 

### Límites
- Norte: República Bolivariana de Venezuela y el municipio de Convención.
- Sur: Municipio de Ocaña.
- Oriente: Municipios de El Tarra, Tibú y San Calixto.
- Occidente: Municipio de Convención.

## División territorial
Además de su cabecera municipal. Teorama se divide en 4 zonas y 8 corregimientos:
Zona 1:
- Ramirez
- El Juncal
- Jurisdicciones

Zona 2
- San Pablo

Zona 3
- El Aserrio
- La Cecilia
- San Juancito

Zona 4
- Fronteras[5]

## Economía
La agricultura se constituye en el primer renglón de la economía del municipio. Productos como la piña, el café, cacao, caña panelera, fríjol, maíz y plátano, destacan en la producción agrícola; así mismo, la producción de frutas como cítricos (naranja y mandarina), se constituyen en otra fuente importante de ingresos.
En la década de los años 1960, Trino Rangel introdujo una variedad de piña que se cultiva excelentemente en esas características de terreno, haciendo de Teorama uno de los municipios de Colombia con mayor producción de piña.
Es de los municipios más afectado por el narcotráfico en la región del catatumbo con hectáreas de coca a lo largo y ancho de su territorio.

## Turismo

### Lugares de interés
- Parroquia de San Isidro Labrador.
- Piedra de la India.
- Cerro de Cristo Rey y la Santa Cruz.
- Quebrada de La Sangre.
- Pozo de la Paila y el Salto.
- Centro Recreacional Teorama.
- Parroquia San Pablo apóstol

### Festividades
- La tradición de la estrella: El 5 de enero. La estrella es sacada de la casa del señor Víctor Julio Pallares Carrascal, siendo colocada en una calle del sector, en espera de ser acompañada por los habitantes de toda la población, incluyendo a los Reyes Magos, que son representados por personas de la cabecera municipal. Se hace un recorrido por toda la población con la estrella y los Reyes Magos, los cuales visitan los pesebres que cada barrio ha elaborado. Es acompañada por los niños, quienes entonan cánticos y tocan con tapas, tambores y la caja de la banda Santa Cecilia; la estrella visita la iglesia de San Isidro Labrador, donde se encuentra el pesebre más grande, y luego es llevada a su lugar para empezar una fiesta en la que los habitantes disfrutan hasta el amanecer.

- Matanza del Tigre: El 6 de enero. Varias personas se disfrazan haciendo homenaje a los cazadores que con su valentía en tiempos pasados lograron matar al feroz animal; juntos recorren las calles de la población con música y pólvora desde las 8:00 hasta las 16:00.

- Fiestas en honor al Patrono San Isidro Labrador: Del 15 al 18 de mayo. Se realizan concursos de música, feria de los derivados de piña, concurso de coplas y reinado intermunicipal. Los libros del archivo de Teorama constatan que en la comunidad desde mucho tiempo atrás se ha mantenido la fe a San Isidro Labrador. El hecho antropológico y sociológico de Teorama muestra que es una tradición campesina y por consiguiente de los agricultores. Las veredas llevan a la cabecera municipal lo mejor de sus productos agrícolas para exponerlos en la tienda de San Isidro.

- Fiestas en honor a San Luis Gonzaga: Del 20 al 21 de junio. Se realiza el reinado municipal de niñas de 6 a 10 años de edad.

## Estructura organizacional municipal
| Teorama            | Teorama     | Teorama                    |
| Departamento       | Código DANE | Categoría municipal (2024) |
| ------------------ | ----------- | -------------------------- |
| Norte de Santander | 54800       | Sexta                      |

- Personería:

El actual Personero municipal es CELSO GUSTAVO RINCON MURIEL (2024-2028), siendo considerado también el personero mas joven de COLOMBIA.
- Concejo Municipal:

Constituido por 11 concejales por un periodo de 4 años.
- Alcaldía Municipal: En esta se encuentra la administración municipal y las entidades descentralizadas del municipio.

El actual Alcalde municipal es 	Uber Conde Serrano (2024-2027), elegido por voto popular.
- Inspecciones de policía y JAL.